# Алдинген
Алдинген (њем. Aldingen) општина је у њемачкој савезној држави Баден-Виртемберг. Једно је од 34 општинска средишта округа Тутлинген. Према процјени из 2010. у општини је живјело 7.651 становника. Посједује регионалну шифру (AGS) 8327002.

## Географија
Алдинген се налази у савезној држави Баден-Виртемберг у округу Тутлинген. Општина се налази на надморској висини од 650 метара. Површина општине износи 22,2 km².

## Становништво
У самом мјесту је, према процјени из 2010. године, живјело 7.651 становника. Просјечна густина становништва износи 345 становника/km².